# Миртова, Елена Юрьевна
Елена Юрьевна Миртова (род. 6 июля 1961) — российская и советская исполнительница вокала, сопрано. Заслуженная артистка Российской Федерации. Лауреат международных конкурсов вокалистов. Солистка Мариинского театра (с 1990 года).

## Биография
Елена Миртова родилась в 1961 году в Новокузнецке. В возрасте шести лет стала обучаться в детской музыкальной школе №6 города Новокузнецка. Поступила в Новокузнецкое музыкальное училище на дирижерско-хоровое отделение. Затем, прошла обучение и успешно закончила в 1988 году Ленинградскую государственную консерваторию имени Н.А. Римского-Корсакова, училась в классе Тамары Новиченко.
Будучи студенткой консерватории исполняла вокальные партии в Музыкальной академии и филармонии в Праге. Партию Иоланты с большим успехом исполнила во франкфуртской Альт-опере, была солисткой Берлинской филармонии на концерте памяти Герберта фон Караяна, где спела в 14 симфонии Д. Д. Шостаковича. Лауреат трёх престижных музыкальных вокальных конкурсов: имени Дж. Верди, имени А Дворжака, имени М. И. Глинки.
В 1990 году Елена Юрьевна поступила работать в Мариинский театр, в оперную труппу. Певица с театром выступала на гастролях в Италии, Германии, Израиле, Испании, Японии, Франции, Корее, Нидерландах, Люксембурге, США, Финляндии. Приняла участие в записи компанией Philips Classics опер «Пиковая дама» и «Игрок». В 2004 году Миртова записала сольный диск на студии в Санкт-Петербурге.
Солистка работал со многими известными дирижёрами: Н. Г. Алексеевым, В. П. Зивой, В. А. Гергиевым, С. П. Ролдугиным, М. В. Плетневым, В. А. Чернушенко, С. Сондецкисом.
Елена Миртова популярна у зрителя как исполнительница камерных программ. Она активно работала и продолжает сотрудничать с пианистами: Н. А. Арзумановой, В. В. Мищуком, С. Б. Вакман, А. Ценципером,  А. М. Орловецким; скрипачами: М. Х. Гантваргом, И. Коноваловым, И. Йоффом, В. Ю. Овчареком; виолончелистами: Д. Е. Ереминым,С. П. Ролдугиным и А. П. Никитиным.
Миртова активно участвовала во многих международных фестивалях музыки: «Петербургская весна» (Санкт-Петербург), «Звезды белых ночей», фестиваль «Драйкланг» в Германии, Фестиваль камерной музыки в Кухмо в Финляндии и других. Проводит мастер-классы по вокальному искусству.
Елена Юрьевна Миртова занимается педагогической деятельностью. Она является доцентом кафедры сольного пения Санкт-Петербургской государственной консерватории.

## Международные санкции
В июне 2022 года, на фоне вторжения России на Украину, была включена в блокирующий американский санкционный список против «сетей оказывающих поддержку Путину и российской элите» как супруга Сергея Ролдугина. Санкции предполагают блокировку активов и изоляцию от долларовой системы. Позднее включена в санкционные списки Украины и Японии.

## Семья
- Муж - Сергей Павлович Ролдугин, российский виолончелист, дирижёр, музыкальный педагог. Народный артист Российской Федерации.

## Награды и звания
- Заслуженный артист Российской Федерации (2008),
- Лауреат I премии Международного конкурса вокалистов им. Дж. Верди (1990).
- Лауреат II премии Международного конкурса вокалистов им. А. Дворжака (Вроцлав, 1987).
- Лауреат III премии Всероссийского конкурса вокалистов им. М.И. Глинки (Москва, 1984).

## Роли и исполнение
- Чио-Чио-сан - «Мадам Баттерфляй»,
- Аида и Жрица - «Аида»,
- Леонора - «Трубадур»,
- Виолетта - «Травиата»,
- Елизавета Валуа - «Дон Карлос»,
- Дездемона - «Отелло»,
- Маргарита - «Фауст»,
- Сюзанна и Графиня - «Свадьба Фигаро»,
- Памина - «Волшебная флейта»,
- Наташа Ростова - «Война и мир»,
- Иоланта - «Иоланта»,
- Ольга - «Псковитянка»,
- Половецкая девушка - «Князь Игорь»,
- Царевна - «Кащей Бессмертный»,
- Ларина - «Евгений Онегин»,
- Волхова - «Садко»,
- Прилепа - «Пиковая дама»,
- Жрица - «Саламбо»,
- Домна Сабурова - «Царская невеста»,
- Земфира - «Алеко»,
- Бледная дама - «Игрок»,
- Мать - «Нос»,
- Кухарочка - «Соловей».